# Gümmenen
Gümmenen (en fr. Gumine[réf. nécessaire]) est une localité de la commune suisse de Mühleberg. Son code postal est 3205. Gümmenen se trouve à 1,7 km au sud-ouest de Mühleberg, à 476 m d'altitude, sur la rive droite de la Sarine. La Sarine forme également la frontière entre Mühleberg et la commune voisine de Ferenbalm. Gümmenen (nom historique vers 1259 Contamina) avait une position particulière depuis le XIIIe siècle avec son pont sur la Sarine. Le premier pont a été construit vers 1450. Comme Gümmenen était une ville frontière entre les régions bernoise et fribourgeoise, une douane et un corps de garde se trouvaient au passage de la Sarine.